# CBGB
O CBGB ou CBGB & OMFUG, sigla para Country, Bluegrass, and Blues and Other Music For Uplifting Gormandizers, foi um clube de música estadunidense, localizado no bairro de East Village em Manhattan, Nova Iorque. É notado por ter sido o berço de diversas bandas de renome, principalmente relacionados ao punk rock.
Seu nome pode ser livremente traduzido como "Country, Bluegrass e Blues e outras músicas" para "levantar os gulosos" ou "colocar os gordos pra suar".

## Histórico

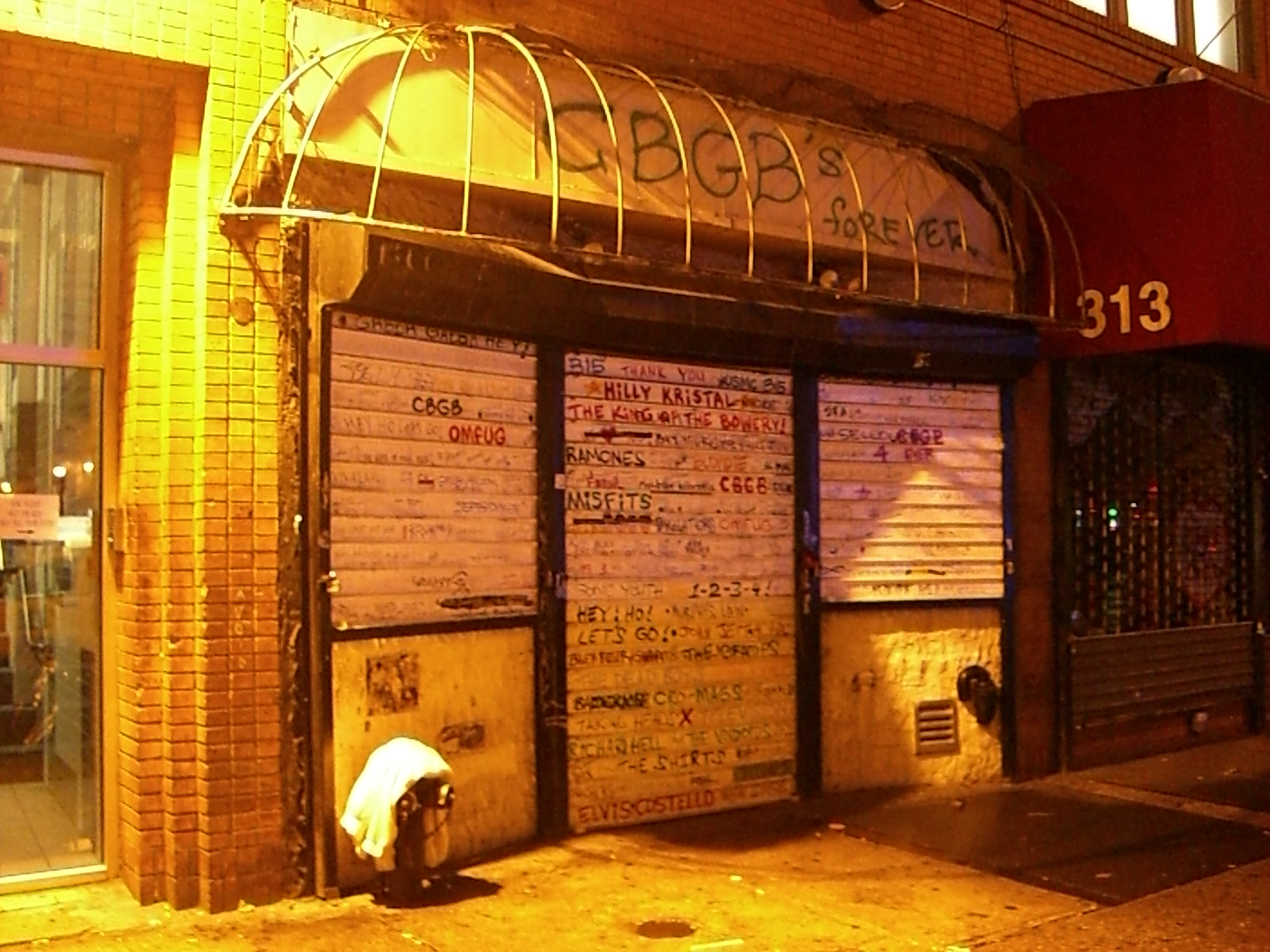
CBGB após o fechamento

Apresentação da banda The Plasmatics no CBGB, em 1979

Inicialmente o público do clube consistia em fãs de Country e Blues, assim como de algumas bandas que lá se apresentavam.
Em 1965 foi inaugurado em Nova Iorque o clube Max's Kansas City, o primeiro lugar onde Lou Reed e o Velvet Underground, os New York Dolls, os The Stooges e Iggy Pop se apresentavam. Então em 1973 Hilly Kristal, proprietário do CBGB, decidiu abrir o clube para o público Punk Rock, recebendo shows do Television e, mais tarde, de Patti Smith.
O lugar tornou-se muito conhecido como o berço do punk rock, e está marcado na história de bandas e pessoas como Television, Richard Hell, Johnny Thunders & The Heartbreakers, The Ramones, Blondie, Elvis Costello, The Dead Boys, The Misfits e de muitos outros personagens importantes da música dos anos 70 e 80 dos Estados Unidos. Foi palco de muitas historias envolvendo não só bandas americanas, mas também britânicas, como o Sex Pistols, e brasileiras como Chico Science & Nação Zumbi, Planet Hemp, Supla e Ratos de Porão, onde ganharam um fita gravada que resultou no álbum Ao Vivo no CBGB. No início de 1977 a The Damned foi a primeira banda britânica a se apresentar no CBGB.
Embora as bandas não gostassem muito de se apresentar lá, por não ser um ambiente agradável, acabavam tocando por causa da pouca fama do local na época, pois o clube queria se tornar famoso.
Algumas das mais importantes e engraçadas historias do lugar acabaram aparecendo no livro Mate-Me por Favor escrito por Legs McNeil e Gilliam McCain, e o livro mostra depoimentos de alguns personagens do CBGB. Sempre envolvidos em problemas financeiros, na última década o CBGB esteve prestes a fechar por causa de uma divida, causada principalmente pelo aumento exponencial dos aluguéis no Lower East Side, que na época já havia levado ao fechamento da maior parte dos negócios locais. Bandas como Misfits, Bad Brains, Exploited, Anti-Nowhere League, Gorilla Biscuits, Vandals, Dead Boys, Flipper, Peter and the Test Tube Babies, Sham 69, Adrenalin O.D. voltaram a tocar juntas para arrecadar dinheiro e pagar a divida do lugar que as lançou para o sucesso. O proprietário Hilly Kristal conseguiu um acordo com a Bowery Residents Committee, que manteria o CBGB aberto pelo menos até 31 de Outubro de 2009. Atualmente o CBGB é uma loja de roupas.

## Notas

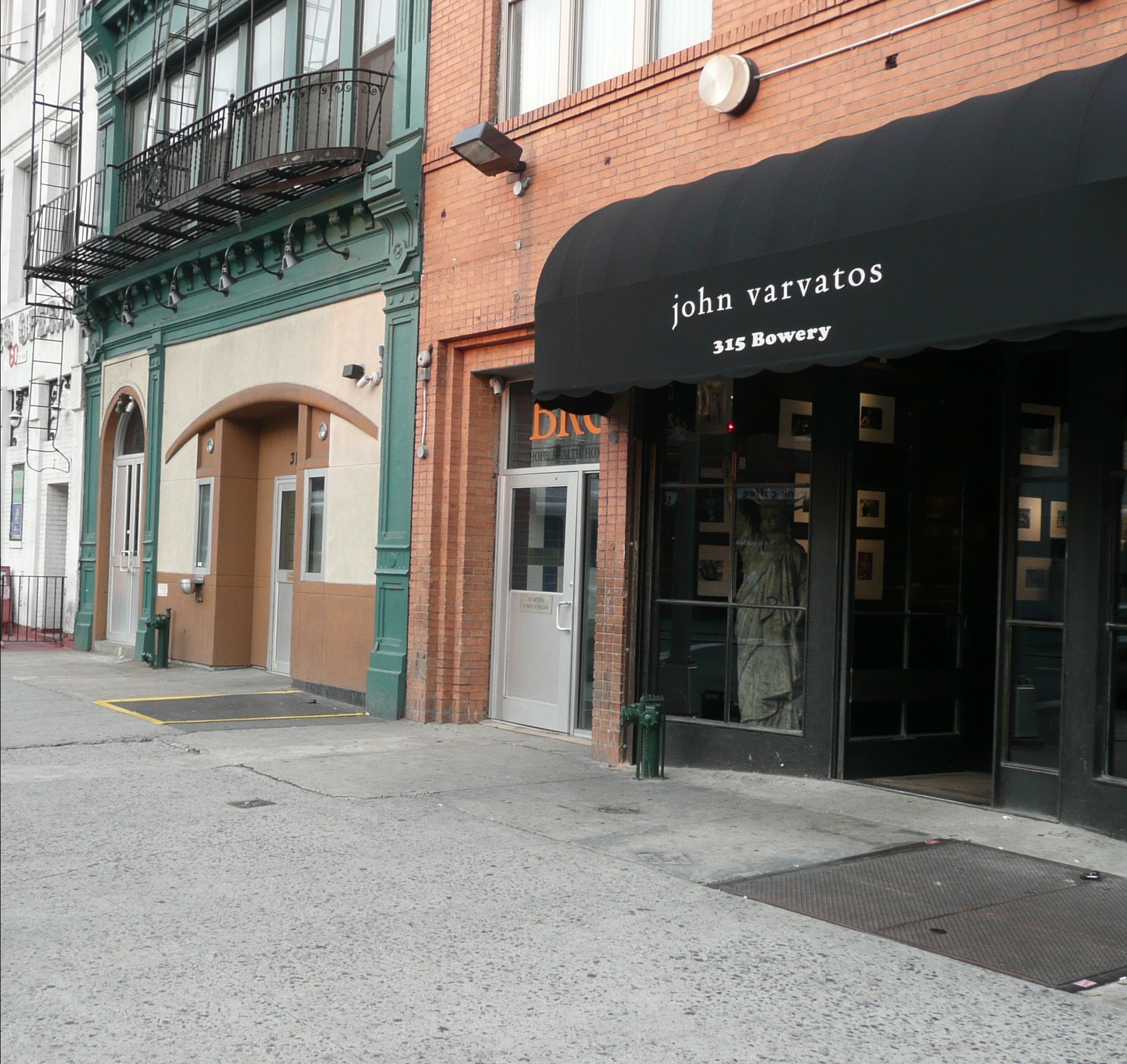
CBGB atualmente como uma loja de roupas